# رودريغو كونتريراس
رودريغو كونتريراس (بالإسبانية: Rodrigo Contreras)‏ (27 أكتوبر 1995 بسان ميغيل دي توكومان في الأرجنتين - ) هو لاعب كرة قدم أرجنتيني في مركز الهجوم. شارك مع منتخب الأرجنتين تحت 20 سنة لكرة القدم. أما مع النوادي، فقد لعب مع جيمناسيا لابلاتا ونادي سان لورينزو.

## روابط خارجية
- رودريغو كونتريراس على موقع قاعدة بيانات كرة القدم.إي يو (الإنجليزية)
- رودريغو كونتريراس على موقع Soccerway.com (الإنجليزية)
- رودريغو كونتريراس على موقع AS.com (الإسبانية)